# Christoph von Venningen
Christoph von Venningen († 9. November 1545 in Calais) war Obervogt von Vaihingen an der Enz und Gesandter des Schmalkaldischen Bundes.
Er war ein Sohn des badischen Rats und Landhofmeisters Conrad von Venningen († 1532) und der Maria von Hirschhorn († nach 1556). 1532 erbte er gemeinsam mit seinem Bruder Erasmus († 1589) den Besitz des Vaters. Die Brüder teilten den Besitz, wodurch Christoph 1542 Herr von Grombach wurde, wo er die Reformation durchführte und Schloss Grombach wiederherstellen ließ.